# 2016 na Coreia do Sul
Esta é uma cronologia dos principais fatos ocorridos no ano de 2016 na Coreia do Sul.

## Incumbentes
- Presidente – Park Geun-hye (2013–2017)
- Primeiro-ministro – Hwang Kyo-ahn (2015–2017)

## Eventos
- 13 de abril – Está prevista a realização da eleição legislativa na Coreia do Sul em 2016

## Esportes
- 11 a 15 de março – A cidade de Seul sedia o Campeonato Mundial de Patinação de Velocidade em Pista Curta de 2016

## Mortes
- 11 de fevereiro – Jung Byung-tak, 75, futebolista[1]
- 20 de fevereiro – Kim Seong-jip, 97, halterofilista